# Cissus flavifolia
Cissus flavifolia är en vinväxtart som beskrevs av J. A. Lombardi. Cissus flavifolia ingår i släktet Cissus och familjen vinväxter. Inga underarter finns listade i Catalogue of Life.